# Postrer Valle
Postrer Valle è un comune (municipio in spagnolo) della Bolivia nella provincia di Vallegrande (dipartimento di Santa Cruz) con 3.177 abitanti (dato 2010).

## Cantoni
Il comune è suddiviso in 3 cantoni:
- Postrer Valle
- San Juan de la Ladera
- Tierras Nuevas